# Passiflora malacophylla
Passiflora malacophylla är en passionsblomsväxtart som beskrevs av Maxwell Tylden Masters. Passiflora malacophylla ingår i släktet passionsblommor, och familjen passionsblomsväxter. Inga underarter finns listade i Catalogue of Life.